# Supreme Commander 2
Supreme Commander 2  är ett datorspel från 2010 utvecklat av Gas Powered Games och utgivet av Square Enix. Spelet, som är en uppföljare till Supreme Commander, är ett realtidsstrategispel. Ett demo släpptes 24 februari 2010 och följdes av det kompletta spelet 2 mars 2010.